# Richard Kind

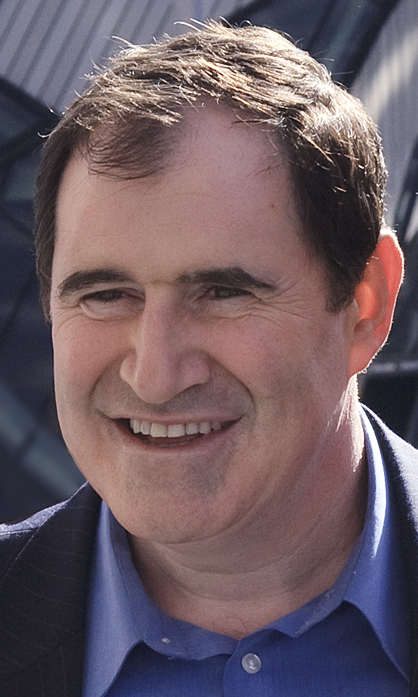
Kind auf dem TIFF 2009

Richard John Kind (* 22. November 1956 in Trenton, New Jersey) ist ein US-amerikanischer Schauspieler und Synchronsprecher.

## Leben
Richard J. Kind ist Sohn des Juweliers Samuel Kind und dessen Frau Alice. Gemeinsam mit seiner jüngeren Schwester Joanne wuchs er in Bucks County, Pennsylvania auf. Bis 1974 besuchte er die Pennsbury High School und studierte im Anschluss bis 1978 an der Northwestern University Jura (pre-law).
Nach seinem dortigen Abschluss sollte er eigentlich sein Studium an einer juristischen Fakultät fortsetzen, doch auf Anraten eines Freundes seines Vaters entschied Kind, sich ein Jahr an der Schauspielerei zu versuchen. So zog er nach New York und schlug sich dort als Kellner und Schaufensterdekorateur durch. Schließlich ging er nach Chicago, wo er Mitglied der Theater-Gruppe The Second City wurde und in komödiantischen Produktionen wie How Green Were My Values, John, Paul, Sartre and Ringo und True Midwest mitwirkte. Nach vierjährigem Engagement zog er nach Los Angeles und spielte in der dort ansässigen Second City-Gruppe. Im Anschluss spielte er in vielen Fernsehproduktionen.
Richard J. Kind wurde vor allem durch seine Rollen in Verrückt nach dir (Dr. Mark Devanow) und Chaos City (Paul Thomas Lassiter) bekannt. Außerdem war er in einer weiteren Produktion von Bill Lawrence, Scrubs – Die Anfänger, in einer Nebenrolle als Hypochonder Harvey Corman zu sehen. Unter anderem ist er auch mit kurzen Gastauftritten in den Serien Die Nanny, Ehe ist… und Stargate Atlantis vertreten. Zudem trat Kind in verschiedenen Broadway-Produktionen auf, unter anderem in Sly Fox, The Producers und The Tale of the Allergist’s Wife.
Als Synchronsprecher lieh er unter anderem dem Charakter Frugal Lucre in Kim Possible sowie den Disneyfiguren Molt in Das große Krabbeln, Van in Cars, Bookworm in Toy Story 3, Bing Bong in Alles steht Kopf und Larry in Tierisch wild seine Stimme.
Seit dem 13. November 1999 ist er mit Dana Stanley verheiratet, die beiden haben drei gemeinsame Kinder.

## Filmografie (Auswahl)

### Filme
- 1985: Born to Kill (Two Fathers’ Justice, Fernsehfilm)
- 1988: Ich bin Du (Vice Versa)
- 1991: Geboren in Queens (Queens Logic)
- 1992: Der letzte Komödiant – Mr. Saturday Night (Mr. Saturday Night)
- 1993: Die Abenteuer der Delta Ritter (Quest of the Delta Knights)
- 1994: Jimmy Hollywood
- 1994: Clifford – Das kleine Scheusal (Clifford)
- 1994: Stargate
- 1997: The Hunt (Cold Around the Heart)
- 1998: Waiting for Woody
- 1998: Das große Krabbeln (Sprechrolle)
- 2002: Geständnisse – Confessions of a Dangerous Mind (Confessions of a Dangerous Mind)
- 2003: Station Agent (The Station Agent)
- 2004: Liebe an der langen Leine (Dog Gone Love)
- 2005: Verliebt in eine Hexe (Bewitched)
- 2006: Cars (Stimme)
- 2007: The Grand
- 2007: Sands of Oblivion – Das verfluchte Grab (Sands of Oblivion, Fernsehfilm)
- 2007: Big Stan
- 2008: The Understudy
- 2009: A Serious Man
- 2010: Hereafter – Das Leben danach (Hereafter)
- 2010: Toy Story 3 (Stimme)
- 2010: Santa Pfotes großes Weihnachtsabenteuer (The Search for Santa Paws, Stimme)
- 2011: Cars 2 (Stimme)
- 2012: Santa Pfote 2 – Die Weihnachts-Welpen (Santa Paws 2: The Santa Pups, Stimme)
- 2012: Argo
- 2014: Obvious Child
- 2014: Ride – Wenn Spaß in Wellen kommt (Ride)
- 2014: Sharknado 2 (Sharknado 2: The Second One, Fernsehfilm)
- 2014: The Angriest Man in Brooklyn
- 2015: Alles steht Kopf (Inside Out, Stimme)
- 2016: Jacqueline Argentine
- 2016: The Paper Store
- 2016: The Lennon Report
- 2016: Alles was wir hatten (All We Had)
- 2016: Detours
- 2016: Albion: Der verzauberte Hengst (Albion: The Enchanted Stallion)
- 2017: Suburbicon
- 2017: Bernard and Huey
- 2017: Andover
- 2018: The Independents
- 2019: The Last Laugh
- 2019: Auggie
- 2019: The Social Ones
- 2019: Bombshell – Das Ende des Schweigens (Bombshell)
- 2020: Elleville Elfrid
- 2020: The Bellmen
- 2020: Rifkin’s Festival
- 2021: Die Flummel (Extinct, Stimme)
- 2023: Beau Is Afraid
- 2023: The Out-Laws
- 2023: Mr. Monk’s Last Case: A Monk Movie (Fernsehfilm)
- 2024: Wolfs

### Serien
- 1989: Der Bischof des Teufels (Unknown Subject, 8 Episoden)
- 1992–1999, 2019: Verrückt nach dir (Mad About You, 42 Episoden)
- 1994: Die Nanny (The Nanny, Episode 2x02)
- 1995: Nowhere Man – Ohne Identität! (Nowhere Man, Episode 1x06)
- 1996: Space 2063 (Space: Above and Beyond, Episode 1x12)
- 1996–2002: Chaos City (Spin City, 145 Episoden)
- 2002–2003: Still Standing (2 Episoden)
- 2002–2005, 2009, 2020: Lass es, Larry! (Curb Your Enthusiasm, 7 Episoden)
- 2003–2004: Scrubs – Die Anfänger (Scrubs, 4 Episoden)
- 2005–2020: American Dad (32 Episoden, Stimme)
- 2006: Stargate Atlantis (2 Episoden)
- 2007: Two and a Half Men (Episode Wer liebt die Kinder?)
- 2007: Psych (Episode Erde ruft Lassiter)
- 2008–2012: Leverage (2 Episoden)
- 2010: Ehe ist… (Til Death, Episode Des Bruders Hüter/Mr. T und die Männer)
- 2010: Burn Notice (3 Episoden)
- 2011–2012: Luck (9 Episoden)
- 2013: Good Wife (The Good Wife, Episode 5x06)
- 2014–2017, 2019: Gotham (13 Episoden)
- 2014–2017: Red Oaks (24 Episoden)
- 2015: Unbreakable Kimmy Schmidt (Episode 1x06)
- 2016: Elementary (Episode 4x13)
- 2016–2017: Lego Star Wars: Die Abenteuer der Freemaker (Lego Star Wars: The Freemaker Adventures, 7 Episoden, Stimme)
- 2017–2025: Big Mouth (Fernsehserie, 42 Episoden, Stimme)
- 2017: I’m Dying Up Here (5 Episoden)
- 2017–2020: Rapunzel – Die Serie (Tangled: The Series, 10 Episoden, Stimme)
- 2017–2022: Die Goldbergs (The Goldbergs, 8 Episoden)
- 2018–2019: Young Sheldon (3 Episoden)
- 2019: Brockmire (6 Episoden)
- 2019–2022: The Good Fight (2 Episoden)
- 2019–2023: The Other Two (5 Episoden)
- 2020: Almost Paradise (Episode 1x07)
- 2022: The Watcher (Miniserie, 3 Episoden)
- 2022–2023: East New York (21 Episoden)
- 2024: Evil (2 Episoden)
- 2024: Only Murders in the Building (10 Episoden)
- 2025: Mid-Century Modern (2 Episoden)
- 2025: Poker Face (Episode 2x03)